# Westzeedijk
De Westzeedijk is onderdeel van Schielands Hoge Zeedijk, de dijk die in de 13e eeuw werd aangelegd om het gebied tussen Gouda, Leiden en Rotterdam tegen overstromingen te beschermen. De naam van de dijk komt van de ligging ten westen van de oude stad Rotterdam. Het is ook de naam van de straat die over de dijk loopt. Over de Westzeedijk loopt tramlijn 8. Het maakt deel uit van de stadsroutes S100 Centrumring en de S114.

## Traject
De Westzeedijk begint bij het samenkomen van de Pelgrimsstraat en de Hudsonstraat bij de Middenkous, in Delfshaven, en loopt achtereenvolgens langs de Schiemond, Schiehaven, Sint Jobshaven, Müllerpier, Puntegaalstraat en de Parkhaven, kruist vervolgens middels een rotonde: Droogleever Fortuynplein, de 's-Gravendijkwal (onder het plein) met rechts de ingang van de Maastunnel, met hierna links: Erasmus MC en rechts het Het Park, met de Noorse Zeemanskerk en de Euromast, en links het Museumpark, (Dijkzigt en Land van Hoboken), met Natuurhistorisch Museum Rotterdam en de Kunsthal, vervolgens passeert men (aan de rechterkant) het Koningin Emmaplein en links de Grieks-orthodoxe Kerk (naast de Kunsthal), en gaat uiteindelijk over in het Vasteland vlak voor de Leuvehaven.
Slechts een deel van de Westzeedijk draagt ook dezelfde straatnaam, namelijk vanaf de Middenkous tot het Vasteland. De Westzeedijk liep overigens tot 1927 ter hoogte van het oude kerkhof van Schoonderloo met een bocht naar de Havenstraat. Dit gedeelte kreeg daarna de namen Kapelstraat, Pieter de Hoochstraat en Heiman Dullaertplein. De dijk werd toen ten zuiden van deze straten in westelijke richting doorgetrokken tot aan het Hudsonplein over het tracé van de oude Ruigeplaatweg. De dijk zou vroeger ook als Groenedijk bekend zijn geweest.

## Versterking
De Westzeedijk is sinds de aanleg in het midden van de 13de eeuw in de loop der jaren regelmatig versterkt door ophoging en verbreding. Een laatste ingrijpende aanpassing vond plaats eind jaren zestig ingevolge de Deltawet na de watersnood van 1953. De gemeente Rotterdam koppelde daaraan de werken voor de sanering van onder meer het kruispunt Westzeedijk/Eendrachtsweg. Ten gevolge van de aanpassingen van de dijk verdween de oude bebouwing aan het oostelijk deel van de Scheepstimmermanslaan, een stukje aan de Westzeedijk en de Zalmhaven. Onder andere de Nieuwe Zuiderkerk, de Sint-Ignatiuskerk en het gemeenlandshuis van het Hoogheemraadschap van Schieland aan de Eendrachtsweg moesten worden gesloopt. 
Later - niet als onderdeel van het Deltaplan - is besloten tot de aanleg van de Maeslantkering en de Hartelkering, die automatisch sluiten bij een waterpeil van 3 m boven NAP bij Rotterdam en 2,9 m boven NAP bij Dordrecht. Tezamen met de bijbehorende zeedijken vormen zij de Europoortkering, die een vloedgolf van 5 m boven NAP aan kan. Hierdoor werden verdere aanpassingen van de Westzeedijk ingevolge de aanpassing van de zogenaamde Deltahoogte vooralsnog overbodig, waardoor verdere ingrijpende aanpassingen van de dijk  binnen de bebouwde kom konden uitblijven.

## Fotogalerij

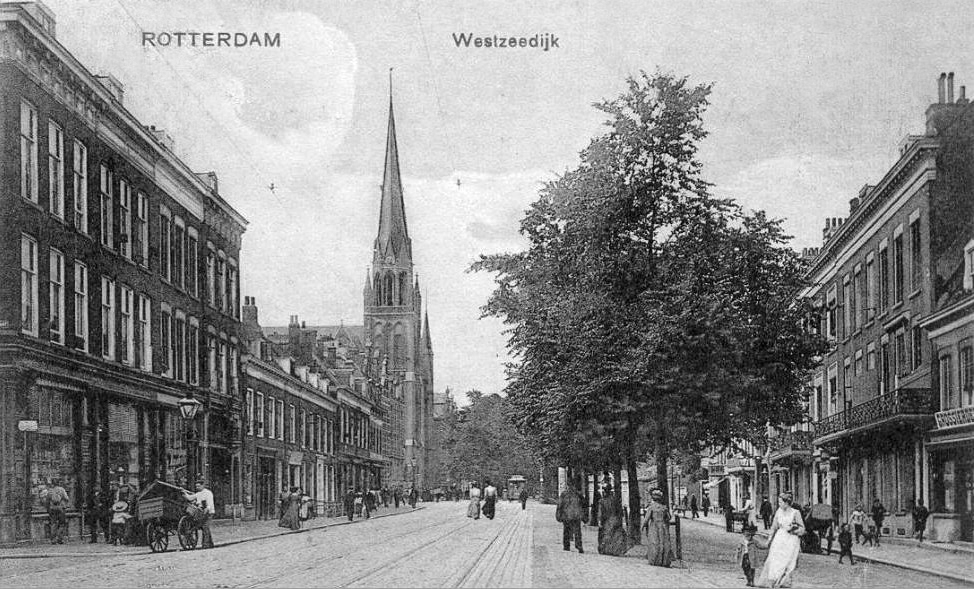
Westzeedijk rond 1900 met de Sint-Ignatiuskerk
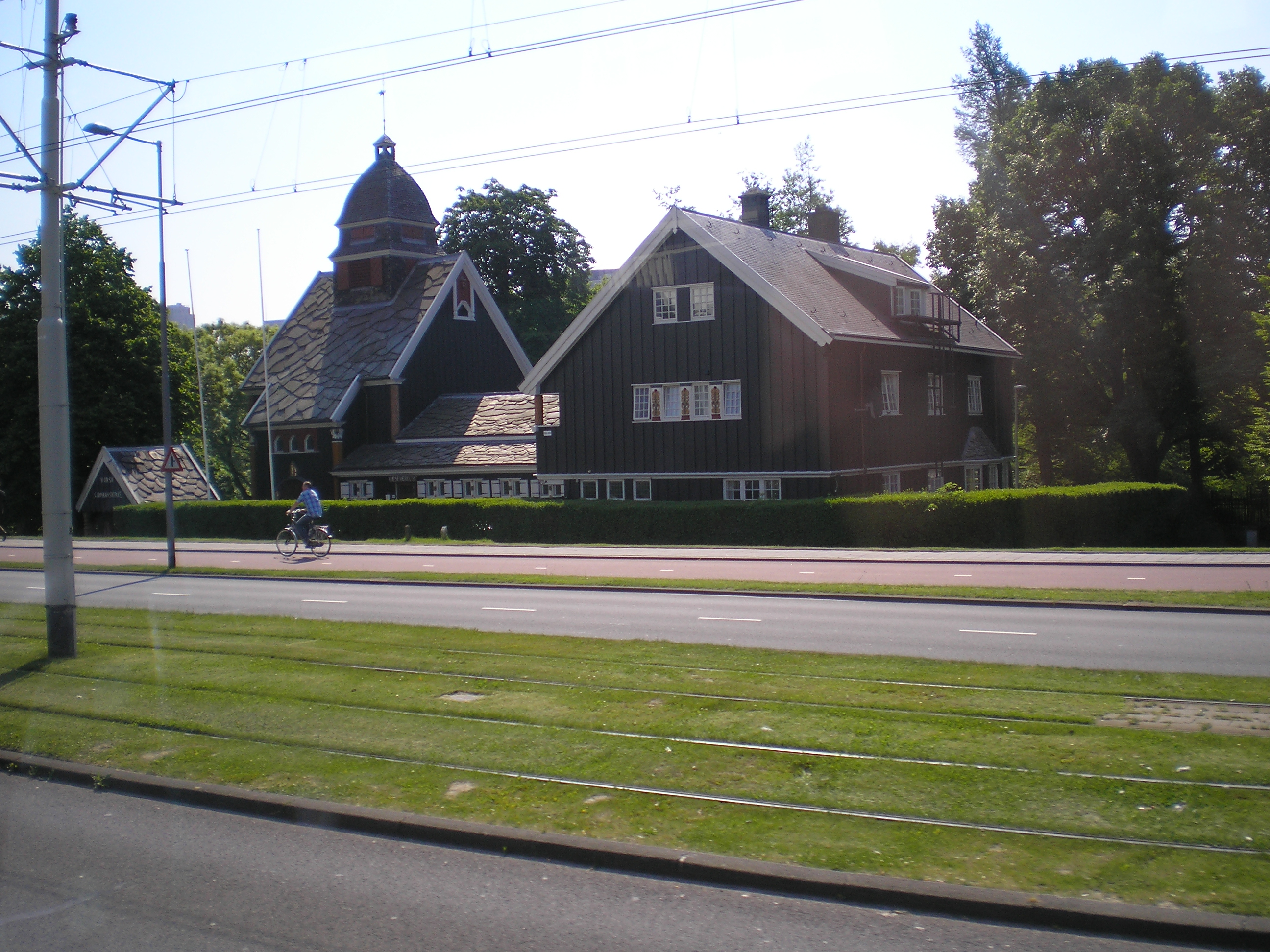
Noorse Zeemanskerk aan de Westzeedijk
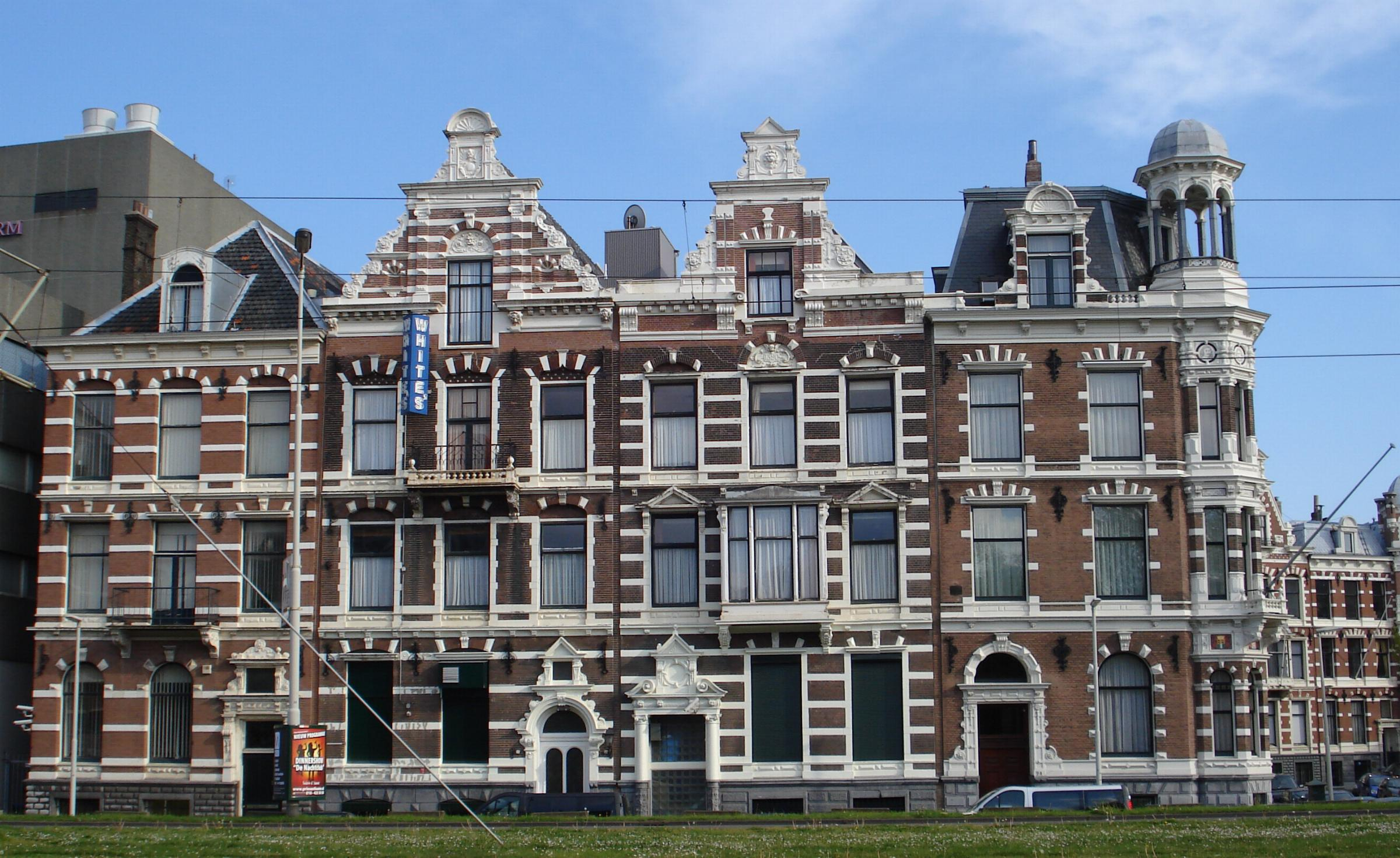
Westzeedijk 92-98 (rijksmonument)
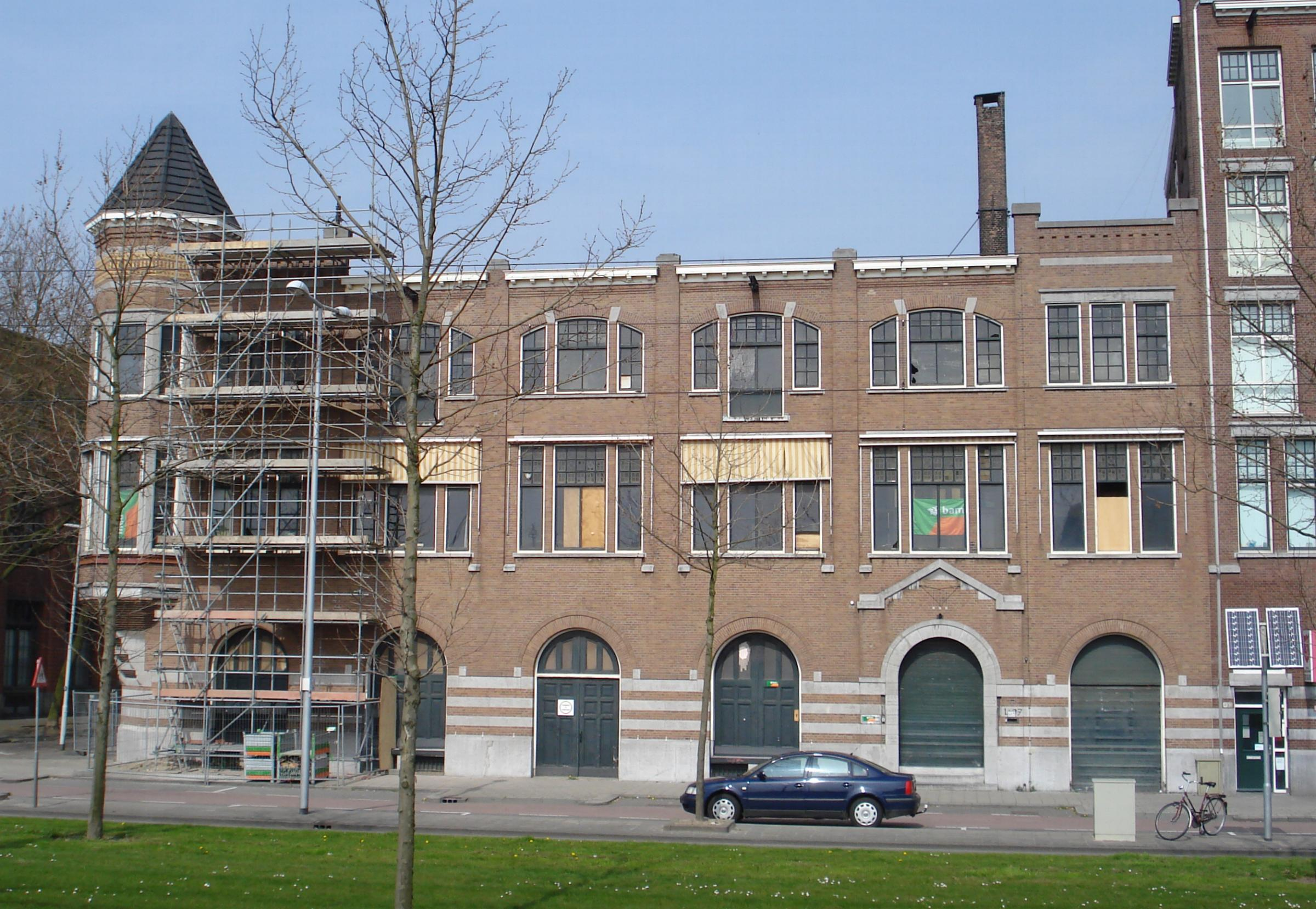
Westzeedijk 497 (gemeentemonument)
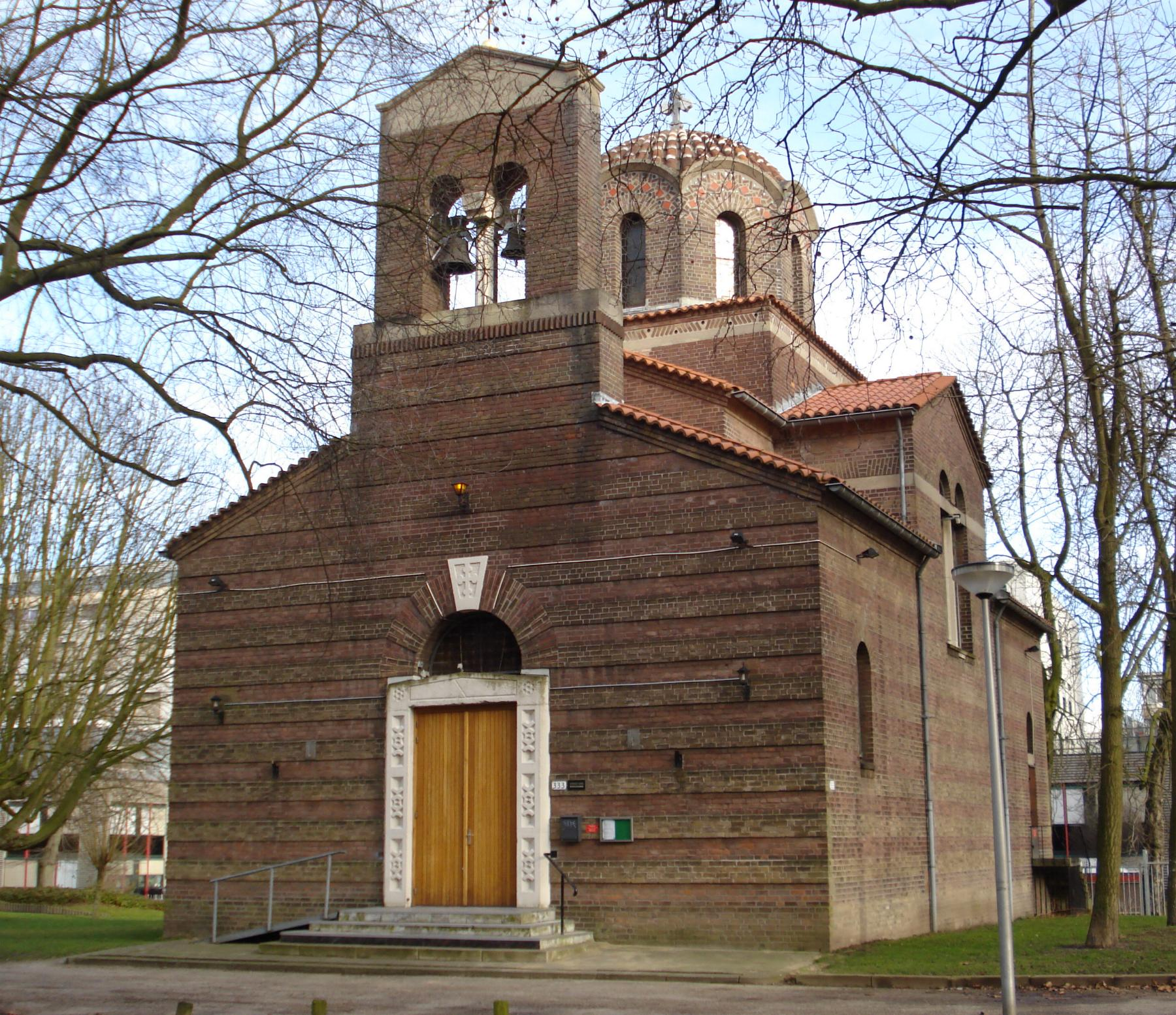
Grieks-orthodoxe kerk aan de Westzeedijk
- Bioscoopjournaal uit 1958. Zeepkistenrace aan de Westzeedijk te Rotterdam om de Grand Prix van de Van Speykstraat.

Aelbrechtskade ·
Beukelsdijk ·
G.J. de Jonghweg ·
's-Gravendijkwal ·
Havenstraat ·
Henegouwerlaan ·
Keilestraat ·
Keileweg ·
Marconiplein ·
Mathenesserlaan ·
Mathenesserplein ·
Müllerpier ·
Nieuwe Binnenweg ·
Piet Heynsplein ·
Piet Heynstraat ·
Puntegaalstraat ·
Rochussenstraat ·
Schiedamseweg ·
Vierhavensstraat ·
Westzeedijk